# Elena di Gallura
Elena di Gallura, detta anche Elèna de Lacon (Civita, 1190 circa – Giudicato di Gallura, 1218), fu giudicessa di Gallura (1203-1218).
Fu la prima donna ad accedere a un trono sardo per proprio diritto e una delle prime in Europa. La seguirono Benedetta di Cagliari, Adelasia di Torres, Giovanna Visconti di Gallura, Eleonora d'Arborea.
Invero, alcuni studiosi sostengono che la donna non poteva salire al trono personalmente, poteva avere unicamente funzioni di reggente o vicaria, governare per i figli, secondo le norme successorie sarde, e trasmettere il suo diritto soltanto al marito o all'erede. Anche Eleonora d'Arborea fu solo Giudicessa o Regina Reggente per i suoi figli Federico e Mariano. Anche se nelle lettere e nella Carta de Logu si firma come Giudicessa, in un anno non certo tra il 1392 ed il 1395, cedette il governo a suo figlio, in quanto aveva assunto l’età adulta.

## Biografia
Elena nacque a Civita (attuale Olbia), centro principale del regno, intorno al 1190, unica erede sopravvissuta del giudice Barisone I de Lacon (1173-1203) e di Odolina de Lacon. A soli tredici anni salì sul trono giudicale con la reggenza della madre: suo padre, infatti, morì nel 1203. Ci sono poche notizie documentate su di lei (molte di cronaca o popolari) e sulla sua breve vita: viene ricordata per il fatto di essere stata la prima donna sarda ad assumere il rango giudicale e per i tanti tentativi da parte dei pretendenti di assicurarsi la sua mano.

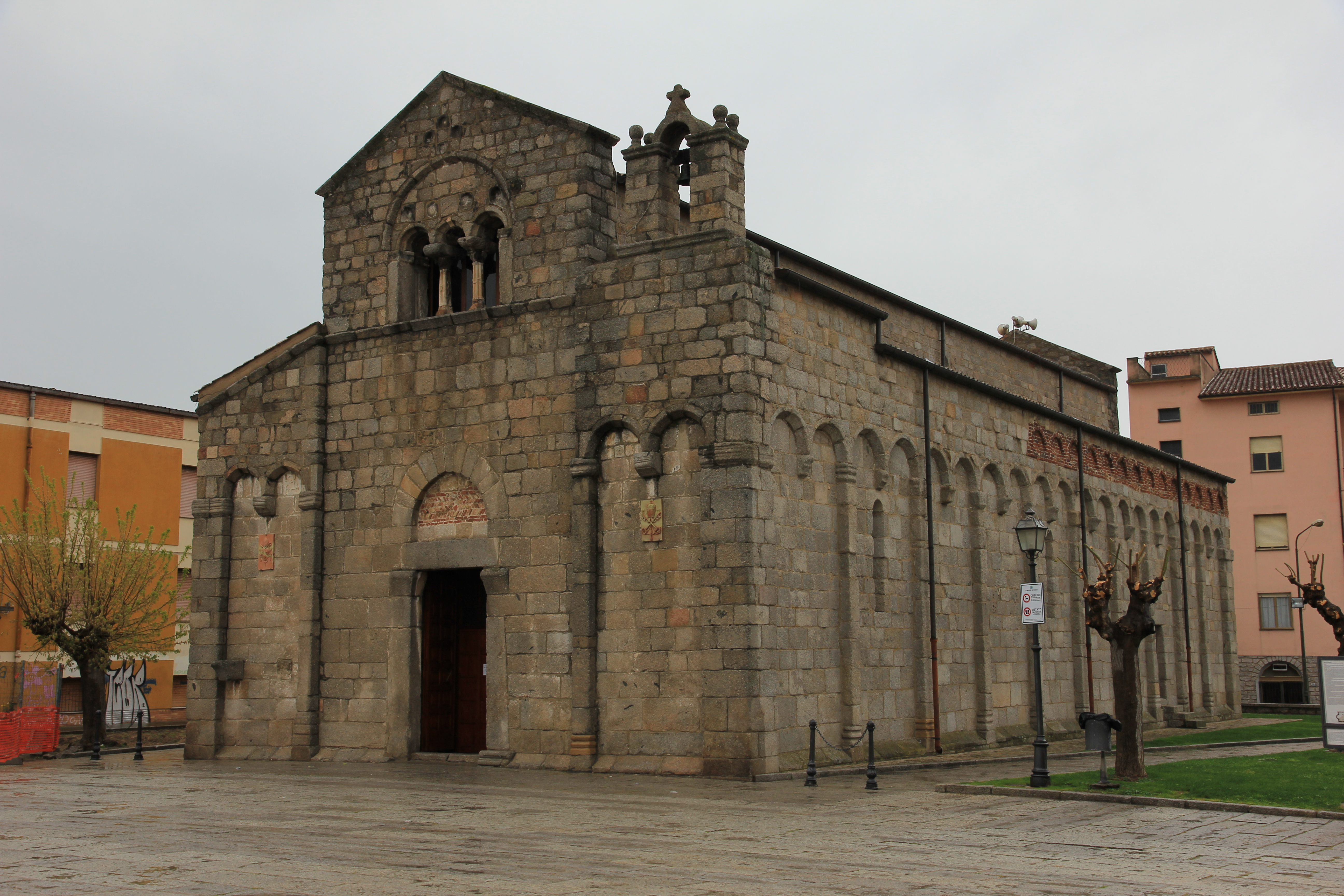
Basilica di San Simplicio a Olbia: vi furono celebrate le nozze di Elena con Lamberto

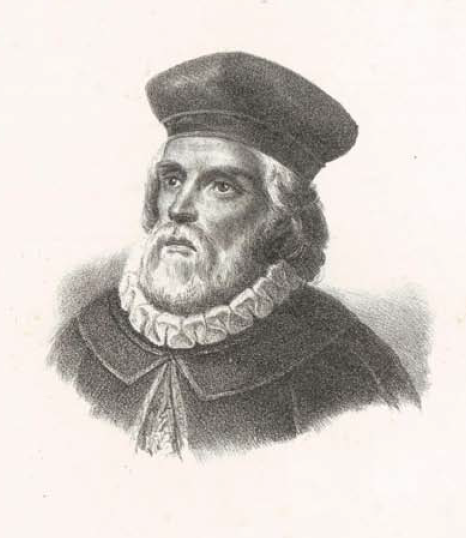
Barisone I, padre di Elena

### Giudicessa di Gallura
Il giudice Barisone, come già fece Costanza d'Altavilla per il figlio Federico II, prima di morire lasciò Elena e il giudicato sotto la
protezione di Innocenzo III. Il pontefice, che mirava a far rimanere la Gallura nell'orbita della Chiesa, scrisse subito una lettera all'arcivescovo di Torres Biagio, incaricandolo di vigilare sulla tranquillità della successione a Civita, e ciò significava procurare un adeguato marito, ligio agli interessi ecclesiastici, alla giovane ereditiera. Il Santo Padre, però, non fu l'unico a preoccuparsi del futuro di Elena: il potere sul regno gallurese era ambito anche da Guglielmo I di Cagliari, Comita I di Torres, Ugo I e Pietro I d'Arborea, che a più riprese tentarono di occupare il territorio. Il papa, intanto, fece pervenire una seconda missiva ai sudditi per avvertirli di rispettare l'autorità del prelato turritano, suo delegato nella spinosa vicenda. Il 15 settembre 1203, Innocenzo III raccomandò Guglielmo I di Cagliari di scoraggiare le pretese
alla mano di Elena del cognato Guglielmo Malaspina, invitandolo a lasciare la Gallura. Il giudice cagliaritano rispose di considerare un marito degno della giovane contesa Ittocorre de Gunale, fratello di Comita di Torres. Sia Guglielmo che Comita, tuttavia, furono avvisati di seguire le direttive dell'arcivescovo Biagio. Nel luglio 1204, l'autoritario pontefice scrisse ancora alla sconcertata Elena, raccomandandole di attenersi alla sua volontà e ammonì la giudicessa madre Odolina, l'arcivescovo di Cagliari Riccus e il popolo gallurese di rispettare le decisioni di Biagio. Il vescovo di Civita Filippone andò, pertanto, a Roma per ricevere le istruzioni papali circa le modalità del matrimonio.

### Il matrimonio con Lamberto Visconti
Si ricorda, altresì, un'altra interferenza di Guglielmo I di Cagliari al fine di allontanare un ennesimo pretendente. Elena fu informata, in modo deciso, che il candidato prescelto era Trasamondo da Segni, cugino del papa Innocenzo III, il quale ordinò per lettera ai vescovi sardi di essere presenti alle nozze. La giovane giudicessa, però, dimostrò un insospettato temperamento e, certamente ben guidata, rifiutò la suddetta proposta.
In Civita, pertanto, nella romanica cattedrale di San Simplicio (fuori le mura), il vescovo Filippone celebrò il matrimonio tra la giovanissima principessa e il più maturo nobile pisano Lamberto Visconti Maggiori di Eldizio (raccomandato dalla potente Pisa). Il papa immediatamente scomunicò gli sposi.
Elena e Lamberto ebbero subito l'erede Ubaldo, ultimo della stirpe dei Lacon: questi, infatti, non avrà figli dalla futura consorte Adelasia di Torres e gli succederanno i Visconti di Pisa, parenti del padre, che aggiunsero nello stemma il gallo di Gallura al biscione visconteo.

### Gli ultimi anni
La giudicessa risiedette soprattutto nel palazzo giudicale di Civita (nei primi dell'Ottocento esistevano alcuni suoi resti, presso l'attuale corso Umberto di Olbia), ma anche in residenze estive quali i castelli di Balaiana e di Baldu, a Luogosanto.
Elena morì all'età di 28 anni, sicuramente di parto, e fu tumulata, secondo la tradizione, nella cripta della basilica di Nostra Signora di Luogosanto, costruita di recente e spesso utilizzata per significative cerimonie giudicali. Era il 1218; le succedette il marito Lamberto (1207-25) - che poi sposò Benedetta di Cagliari -, seguito dal figlio Ubaldo II, di diciannove anni (1225-1238), sotto reggenza, fino al 1230 del cognato Ubaldo I Visconti.